# فریم‌بافر

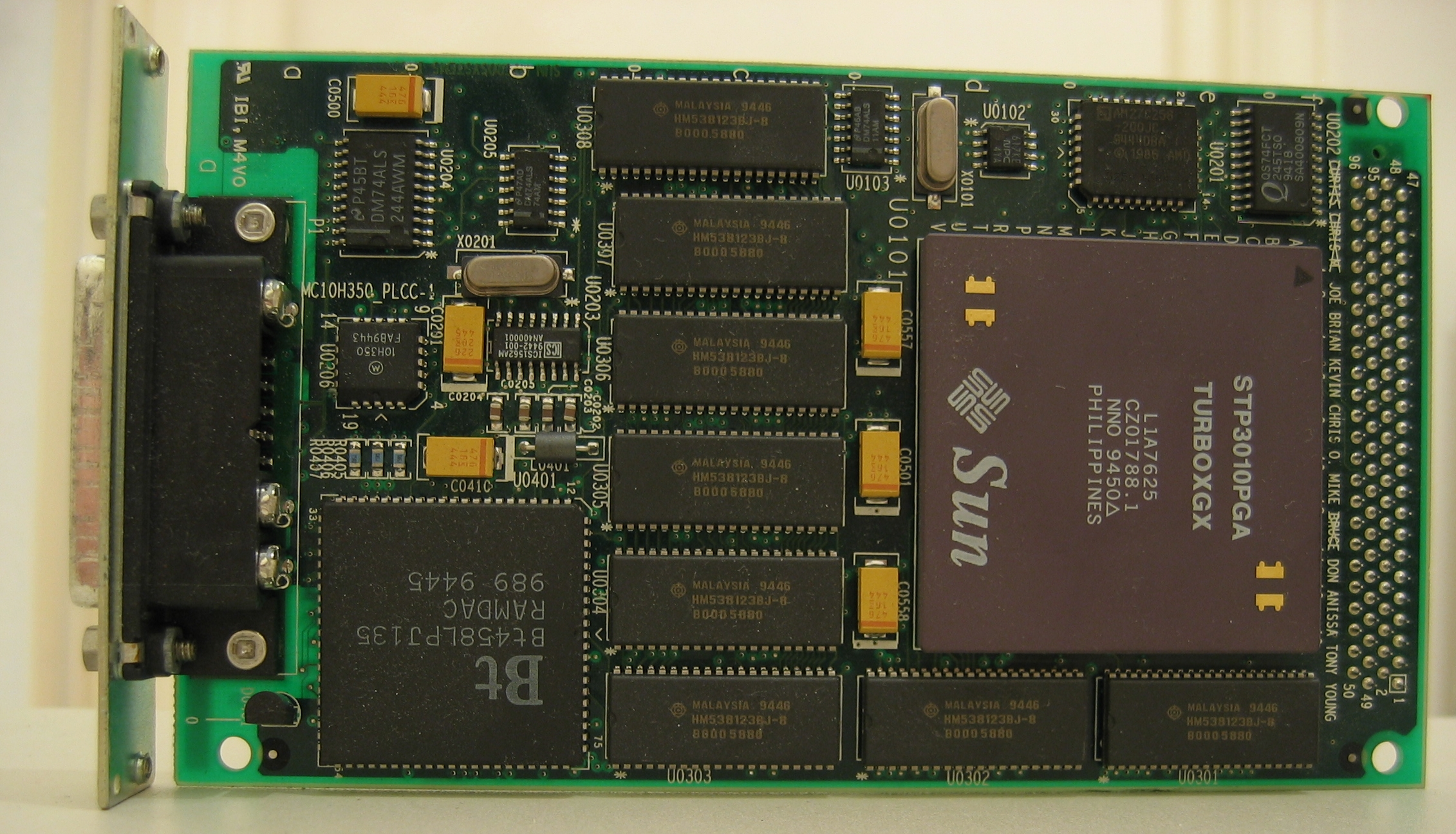
نمایی از بالا از یک فریم‌بافر Sun TGX

میانگیر قاب یا فریم‌بافر یک میانگیر از حافظهٔ رایانه است که داده‌هایی که همهٔ تصدانه‌هایی را که یک قاب کامل ویدیویی را می‌سازند در بر دارد. کارت‌های گرافیکی جدید معمولاً مدار میانگیر قاب را در هستهٔ خود دارند. این مدار یک نگاشت بیتی داخل حافظه را به علامتی ویدیویی که می‌تواند روی نمایشگر رایانه نشان داده شود تبدیل می‌کند.
اطلاعات حافظه بافر معمولاً شامل مقادیر رنگی هر تصدانه (نقطهٔ قابل نمایش) صفحه است. مقادیر رنگی معمولاً در قالب‌های ۱ بیتی (تک رنگ سیاه و سفید)، ۴ بیت و ۸ بیت انتخاب شده از رنگ‌ها (palettized)‏، ۱۶ بیت و ۲۴ بیت (رنگ حقیقی) هستند. یک کانال آلفا اضافی نیز گاهی برای نگه‌داشتن اطلاعاتی در رابطه با شفافیت پیکسل استفاده می‌شود. کل مقدار حافظهٔ مورد نیاز برای کنترل فریم‌بافر بستگی به وضوح نمایشگر (resolution) سیگنال خروجی، عمق رنگ و اندازهٔ پلت (رنگ‌های انتخابی) دارد.